# Etna
Etna (tudi Mongibello) je aktiven vulkanski kompleks, ki se nahaja na vzhodni obali Sicilije. Je najvišji in najbolj aktiven vulkan v Evropi. Pogosti izbruhi vulkana skozi zgodovino so, velikokrat zelo, spremenili okoliško pokrajino in včasih celo ogrozili ljudi, ki so se skozi tisočletja naselili v okolici vulkana.
21. junija 2013 so na 37. seji Izvršilnega odbora Unesca goro Etno vključili na seznam Unescove svetovne dediščine.

## Geografija
Etna je največji aktivni ognjenik v Evropi. Nahaja se na vzhodni obali Sicilije, med mestoma Messina in Catania, jugozahodno od gorovja Peloritani in jugovzhodno od gorovja Nebrodi. Ognjenik se razprostira na 1265 km², premer glavnega stožca je več kot 40 kilometrov, obseg vznožja pa znaša več kot 135 km. Vulkan se nahaja na stiku dveh pomembnih prelomnih sistemov – na meji med evrazijsko in afriško tektonsko ploščo. 15–20 km pod Etno je sistem razpok, zapolnjenih z magmo, ki se nato dviguje v višje dele in nato skozi različne kraterje prihaja na površje.
Višina se zaradi izbruhov spreminja. Leta 1900 je Etna dosegla višino 3.274 m, leta 1950 pa 3.326 metrov, leta 1981 3.350 m, leta 2021 3.357 m.
Etna danes spada med stratovulkane in ima precej zapleteno zgradbo zaradi oblikovanja številnih vulkanskih elementov, ki so se velikokrat sesedli in so jih nato nadomestili ali prekrili novi eruptivni centri. V t. i. moderni dobi vulkana lahko prepoznamo vsaj 300 stožcev in eruptivnih razpok. Na območju obstaja nevarnost potresov tudi zaradi tresljajev ob izbruhih.
Površino vulkana zaznamujejo različna okolja – izmenjujejo se poseljeni deli, gosti gozdovi, v katerih najdemo endemične rastlinske vrste, ter »puščavnata« območja, pokrita z magmatskimi kamninami. Najvišji deli vulkana občasno prejmejo velike količine snega.

### Okolje
Območja se razlikujejo glede na nadmorsko višino. Vzhodno in južno pobočje, kjer je zemlja obdelana tudi do višine 1000 m n. m., sta zelo gosto poseljeni. Zahodni del je bolj divji in gol, zato so tam predvsem smučarska središča. Na severni strani, ki je prijaznejša, a ne preveč gosto poseljena, nad prevladujejo gozdovi. Vzhodno pobočje zaznamuje velika pusta kotlina Valle del Bove, na njenem obrobju pa rastejo gosti gozdovi.
V okolici vulkana najdemo rodovitno zemljo iz vulkanskih ostankov, ki ponuja odlične pogoje za kmetovanje. Obdelane in naseljene površine najdemo tudi do 1000 metrov nad morjem, gozdove pa tudi do 1500 m n. m. Velik del pobočij spada v istoimenski naravni park.
Najvišji predeli, kjer se sneg obdrži tudi do poletja, imajo gorsko podnebje. Poletja so hladna in suha, zime pa hude in z velikimi količinami snega

## Zgodovina
Najzgodnejše zgodovinske omembe ognjeniškega delovanja Etne najdemo v spisih Tukidida in Diodorja Sicilskega in pesnika Pindarusa; druge omembe so večinoma mitološke.

### Geološki razvoj
Geološki razvoj Etne lahko razdelimo v 4 faze: Bazaltno tholeiitna faza, faza Timpe, faza Valle del Bove in Stratovulkanska faza.

Najstarejšo fazo – Bazaltno tholeiitno fazo predstavljajo kamnine, stare od 580.000 do 260.000 let. Najstarejše kamnine so iz tholeiitne podmorske lave, ki se je izlivala iz razpok na morskem dnu. Tem izlivom je sledilo okrog 200.000 let zatišja, ko se je celotno ozemlje močno dvigovalo. Do sledečih izbruhov, v obdobju pred 320.000–260.000 leti, je tako prišlo na kopnem. Prehodna faza – faza Timpe se je začela pred 220.000 leti in končala pred 140.000 leti. V tem obdobju je bila Etna ščitasti ognjenik v bližini Jonskega morja. Lava, ki je bruhala iz razpok prelomnega sistema, je počasi spreminjala svojo sestavo (iz tholeiitne v alkalno). V tej fazi je prihajalo do lavinih tokov, včasih pa tudi do posameznih izbruhov, ki niso bili vezani na prelomni sistem. Po fazi Timpe je sledilo 20.000 zatišja. 
Fazo Valle del Bove je zaznamoval premik eruptivnih centrov proti zahodu, na območje depresije Valle del Bove. Na tem območju so kamnine stare 120.000 let. V tej fazi je obstajalo več stratovulkanov iz različnih časovnih obdobij, ki so bruhali lavo, se sesedli, oblikovali kaldero in prekrili en drugega. V Stratovulkanski fazi, ki se je začela pred 60.000 leti se je oblikovala večina današnjega ognjenika. V tej fazi je prišlo do štirih velikih eksplozivnih izbruhov, nato pa je prišlo do sesedanja in nastanka kaldere.
Najmlajšo fazo aktivnosti Etne, ki traja še danes, imenujemo Mongibello, začela pa se je kmalu po nastanku kaldere, pred 14.000 leti. Lava je prekrila večino površja, zapolnila kaldero in prekrila starejše izbruhe. Na vrhu prihaja predvsem do izbruhov tipa stromboli, iz t. i. parazitskih stožcev, ki se pojavljajo po celotnem pobočju, pa prihajajo lavini tokovi. Ob enem največjih eksplozivnih izbruhov, leta 122 pr. n. št., je nastal krater, ki predstavlja kaldero, v kateri danes nastaja nov vrh Etne.

### Kraterji
Etna spada med aktivne vulkane in ima precej kompleksno zgradbo. Ponavadi vulkani bruhajo lavo na vrhu, Etna pa je en izmed redkih vulkanov, pri katerem je človek lahko opazoval nastanek novih kraterjev, ki so se večinoma oblikovali v prejšnjem stoletju. Današnji ognjenik so do leta 2000 sestavljali 4 aktivni kraterji: centralni krater Voragine, Severnovzhodni krater (oblikovan 1911), krater la Bocca Nuova (1968) in Jugovzhodni krater (1971). V novem tisočletju so znanstveniki lahko opazovali rojstvo novih kraterjev: konec leta 2011 je iz udrtine na območju Jugovzhodnega kraterja nastal nov krater, ki so ga poimenovali Novi jugovzhodni krater.

### Pomembnejši izbruhi
Etno odlikuje močna ognjeniška dejavnost. Izbruhi si sledijo vsakih nekaj let in velikokrat ohromijo letališče v Catanii, ki ga morajo zaradi dima in pepela zapreti. Etna je zadnjič izbruhnila julija 2019 , zgodovinski viri pa navajajo tisočine izbruhov, med katerimi so bili nekateri tudi zelo uničujoči. Zaradi stalnega nadzora ognjenika in majhne silovitosti izbruhov ti navadno ne terjajo človeških žrtev, pogosto pa potoki lave uničijo hiše in vrtove. Do smrtnih žrtev je prišlo ob izbruhih leta 1842, ko je eksplodirala lava in poškodovala približno 70 ljudi, vsaj 36 od njih je umrlo, in leta 1979, zaradi nenadnega »dežja« kamenja, ki je ubil 9 in ranil še 10 neprevidnih turistov.
Najdaljši izbruh v zgodovini se je zgodil leta 1624, ko je ognjenik bruhal kar 10 let. Na plano je prišla več kot milijarda kubičnih metrov lave, ki je prekrila 21 km2 severnega pobočja. Lava je tekla z višine 2550 m n. m., poniknila in se nato vrnila na površino na 975 m n. m. Ko so se kanali lave izpraznili, so nastale številne jame, ki jih je mogoče tudi obiskati, npr. Jama malin (it. Grotta dei Lamponi) in Ledena jama (it. Grotta del Gelo), v kateri najdemo najjužnejši ledenik v Evropi.
Leta 1669 je prišlo do najbolj znanega in najbolj uničujočega izbruha, ko je lava na zahodu prišla vse do mesta Catania in gradu Ursino (it. Castello Ursino). Uničeno je bilo celotno območje na zunanji strani mestnega obzidja. Izbruh sta naznanila močno bobnenje in potres, ki je uničil vasico Nicolosi in poškodoval naselja Trecastagni, Pedara, Mascalucia in Gravina. Nato je prišlo do ogromne razpoke, ki se segala vse do vrha kraterja, in nad vasico Nicolosi so začele na plan bruhati ogromne količine lave. Lava je tekla proti vasicam Malpasso, Mompilieri, Camporotondo, San Pietro Clarenza, San Giovanni Galermo ter Misterbianco in jih neizprosno pokopala pod sabo, nato je mimo manjših vasic tekla vse do morja. Severno od vasice Nicolosi sta se oblikovala 2 vulkanska stožca, imenovana Monti Rossi (Rdeči gori). 
Do najbolj uničujočega izbruha v 20. stoletju je prišlo v začetku novembra leta 1928. V nekaj dneh je lava, ki je na površje prodirala skozi številne stranske razpoke na vzhodni strani, uničila mestece Mascali, ogrožala pa je tudi mesteci Sant'Alfio in Nunziata.
Ob izbruhu leta 1983 so bili uničeni številni smučarski, restavracijski objekti, nova žičnica in drugi turistični objekti. Takrat so prvič poskusili preusmeriti tok lave s pomočjo eksplozivov. Leta 1991 so mesto Zafferana Etnea, ki mu je grozila lava, obranili s pomočjo visokega nasipa. Ta tehnika se je leta 2001 izkazala za učinkovito ob obrambi zatočišča Sapienza in turistične postaje Etna Sud na jugu. Z nasipom so upočasnili tok lave in ga nato z eksplozivi preusmerili proti dolini Valle del Bove.

## Turizem
Etna je odličen kraj za turiste, ki jih zanimajo vulkani in njihovo raziskovanje, saj je eden redkih vulkanov na svetu, ki so lahko dostopni. Obstajajo specializirani vodiči, kabinske žičnice in terenska vozila, ki turiste varno pripeljejo do kraterjev na vrhu. 
Etna ponuja možnost ukvarjanja tudi z različnimi športi:
- Zimski športi
- Tek
- Pohodništvo
- Alpinizem
- Kolesarstvo
- Motošporti

### Zimski športi
Etna je primeren kraj predvsem za zimske športe, kot so alpsko smučanje, tek na smučeh, deskanje na snegu ali vožnja s sanmi s pasjimi vpregami. Zimske razmere z obilo snega omogočajo delovanje dveh smučišč od sredine decembra do pozne pomladi. Etna Nord na severnem pobočju se nahaja na 1825 m n. m. in ima 3 vlečnice in sedežnico. Etna Sud na južnem pobočju ponuja 10 km prog s šestsedežnico, dvosedežnico in več vlečnicami.

## Etna v umetnosti
Redni vulkanski izbruhi, včasih celo zelo dramatični, so postali predmet velikega zanimanja za grško in rimsko mitologijo in ljudska prepričanja, ki so želela razložiti obnašanje vulkana s pomočjo različnih bogov in velikanov iz rimskih in grških legend. V grški mitologiji nastanek Etne povezujejo z dvobojem med Zevsom in mitološko pošastjo z ognjenimi jeziki in očmi, Tifonom (gr. tifein – kaditi se). V bitki naj bi Zevs premagal Tifona in ga stlačil v Etno, iz katere se poleg lave vali tudi dim.
Etna je v zgodovini navdihnila več literarnih del, med njimi Heziodovo pesem Teogonija in Ajshilovo izgubljeno tragedijo z naslovom Le Etnee, pseudovirgilijansko pesem Aetna, v pesniški zbirki Appendix Vergiliana. V renesansi je bil omenjen tudi esej Pietra Bemba z naslovom De Aetna, v katerem je opis vulkana izgovor za razpravo o klasikih. Etna je navdihnila tudi več pesmi v moderni dobi.